# Armas Äikiä
Armas Äikiä, född 14 mars 1904 i Pyhäjärvi, Viborgs län, död 20 november 1965 i Helsingfors, var en finländsk författare, publicist, översättare och politiker. 
19 år gammal flyttade Äikiä till Helsingfors, och 1924 blev han medlem i Finlands kommunistiska parti (SKP), där han innehade många förtroendeposter. Efter att ha suttit fängslad p.g.a. sin politiska verksamhet i Finland i sammanlagt åtta år flyttade han till Sovjetunionen 1935. Under vinterkriget var han lantbruksminister i den av Otto Ville Kuusinen ledda Terijokiregeringen 1939–40, och skrev texten till Karelsk-finska SSRs nationalsång. Därefter arbetade han inom den sovjetiska radion.  
1947 återvände Äikiä till Finland. Där blev han chef för SKP:s och Folkdemokraternas gemensamma nyhetsbyrå Demokraattinen lehtipalvelu, och företrädde en dogmatisk kulturpolitisk linje. Äikiä framträdde även som författare och lyriker, samt översättare av klassiska och moderna ryska diktare, däribland Lermontov och Majakovskij. Han ligger begraven på Malms begravningsplats i Helsingfors.